# Eschweilera cabrerana
Eschweilera cabrerana är en tvåhjärtbladig växtart som beskrevs av Philipson. Eschweilera cabrerana ingår i släktet Eschweilera och familjen Lecythidaceae. Inga underarter finns listade i Catalogue of Life.